# Валеева, Бану Нургалеевна
Бану Нургалеевна Валеева (14 декабря 1914 года, село Шамбулыхчи Казанской губернии — 24 февраля 2003 года, Уфа) — советская оперная певица (лирико-колоратурное сопрано), педагог, общественный деятель. Член КПСС с 1953 года. Народная артистка РСФСР (1955) и Башкирской АССР (1947), заслуженная артистка РСФСР (1949) и Башкирской АССР (1942). Депутат Верховного Совета БАССР второго, третьего и четвёртого созывов.

## Биография
Валеева Бану Нургалеевна родилась 14 декабря 1914 года в селе  Шамбулыхчи Казанской губернии (ныне Апастовский район Татарстана)
Её родители хорошо пели, отец играл на мандолине. В юности Бану проявила музыкальные способности и гибкость голоса, исполняя песни узун-кюй (богато орнаментированные мелизмами протяжные народные песни). По окончании школы Бану Валеева поступила в Казанский музыкальный техникум, где преподавал композитор Султан Габяши. Там она познакомилась с башкирским певцом и композитором Газизом Альмухаметовым. При его содействии и по совету своего двоюродного брата Фахри Насретдинова (впоследствии видного певца, которого ещё называли «татарским Лемешевым») Бану отправилась в Москву, где поступила в башкирскую оперную студию при Московской государственной консерватории имени П.Чайковского.
После окончания Башкирской студии при Московской консерватории (1938; класс Е. А. Милькович) до 1966 года — солистка БГТОиБ, с 1961 года — преподаватель Уфимского училища искусств, в 1969—1998 годах — педагог УГИИ.
В период с 1947 по 1963 годы избиралась депутатом Верховного Совета Башкирской АССР. Член КПСС с 1953 года.
Одна из ведущих мастеров башкирского оперного исполнительства. Обладала серебристо-звонким, нежным голосом тёплого тембра, ровным во всех регистрах, исключительной музыкальностью, сценическим обаянием. Выступала с певцами Н. К. Даутовым, С. Я. Лемешевым, П. Г. Лисицианом, Ф. Х. Насретдиновым.
Гастролировала по СССР, Бирме, Индии, Непалу.
В 1966 году Бану Нургалеевна завершила исполнительскую карьеру и ушла в педагоги. До 1998 года преподавала в Уфимском государственном институте искусств (Уфимская государственная академия искусств имени Загира Исмагилова).

## Ученики
У Б. Валеевой учились мастера искусств — Геннадий Родионов, Танзиля Узянбаева, Алла Гильченко (Билалова), Вадим Тирон, Олег Кильмухаметов, Салих Сулейманов, Флорида Исмагилова и др.

## Партии
России («Прекрасная мельничиха»; дебют, 1938), Баттерфляй («Чио-Чио-сан» Дж. Пуччини), Виолетта («Травиата» Дж. Верди), Джульетта («Ромео и Джульетта»), Маргарита («Фауст»; обе — Ш. Гуно), Марфа («Царская невеста» Н. А. Римского-Корсакова).
В национальных операх: Амина («Салават Юлаев»), Ак-Жуныс («Ир-Тарғын» — «Ер-Таргын» Е. Г. Брусиловского), Айхон («Проделки Майсары» С. А. Юдакова), Райхана («Качкын» — «Беглец») и Алтынчәч («Алтынчәч» — «Златовласка»; обе — Н. Г. Жиганова), Танхылу («Акбузат», 1942), Карлугас (опера Н. К. Чемберджи, 1941)
Исполняла романсы и песни композиторов Х. Ф. Ахметова, Р. А. Муртазина, Н. Г. Сабитова и башкирские народные — узункюй «Ашкадар», «Зюльхизя», «Таштугай», «Хандугас» и др.

## Память
19 мая 2011 года в 12 часов по адресу Уфа, ул. К. Маркса, д. 32 открыта мемориальная доска народной артистке РСФСР и БАССР Бану Нургалеевне Валеевой.